# Płetwistość szyi
Płetwistość szyi (szyja płetwista, taśmy szyjne, skrzydlik szyjny, łac. pterygium colli) – parzysty fałd skóry na bocznej powierzchni szyi. Jest to wada wrodzona o charakterze deformacji, zwykle stanowiąca część składową zespołów wad wrodzonych, ale czasem spotykana także jako izolowana wada. Zespoły dla których płetwista szyja jest szczególnie charakterystyczna, to:
- zespół Turnera
- zespół Noonan (OMIM#163950)
- zespół mnogich płetwistości (ang. multiple pterygium syndrome, OMIM#265000 - postać nieletalna, zespół Escobara; OMIM#253290 - postać letalna).

## Etiologia
Uważa się, że płetwistość szyi spowodowana jest obrzękiem tkanki podskórnej karku (cystic hygroma nuchae) w życiu płodowym; obrzęk wywołuje deformację jaką jest rozciągnięcie skóry karku i szyi, która może się utrzymywać przez całe życie u chorego, mimo że obrzęk przy urodzeniu jest już nieobecny. 
Zwrócono uwagę na korelację między występowaniem obrzęków limfatycznych w zespole Turnera a wadami wrodzonymi serca i nerek. Inne badania potwierdziły częstsze występowanie koarktacji aorty i dwupłatkowej budowy zastawki ujścia aorty, natomiast nie wykazały związku obrzęków w życiu płodowym z wrodzonymi wadami nerek. Próbowano również znaleźć genetyczne podłoże obrzęków w tym zespole; locus domniemanego uszkodzonego genu to Xp11.4-21.1.

## Obraz kliniczny

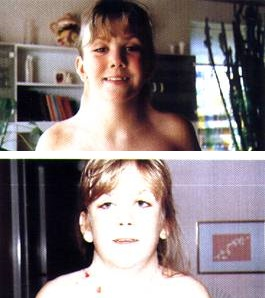
Pacjentka z zespołem Turnera i płetwistością szyi przed operacją plastyczną korygującą wadę i tuż po niej

Tak jak w przypadku wielu innych cech dysmorficznych, stopień nasilenia tej anomalii może być bardzo różny. Fałdy skórne mogą być ledwo zauważalne po obu stronach szyi, tak jak mogą być znacznej szerokości i sięgać od wyrostków sutkowatych aż po szczyty ramion. Cecha jaką jest obrzęk tkanki podskórnej w okolicy karku jest wykrywana w USG płodu.

## Leczenie
Anomalia ta może stanowić znaczny defekt kosmetyczny, stygmatyzujący chorego; przy znacznym nasileniu cechy można ją skorygować chirurgicznie.